# Gymnasium Marienberg (Neuss)
Die Erzbischöfliche Schule Marienberg, Gymnasium für Mädchen, kurz das Gymnasium Marienberg ist ein je nach Jahrgang fünf- bis sechszügiges Mädchengymnasium in Neuss in Trägerschaft des Erzbistums Köln. Es wurde 1857 auf Initiative Neusser Bürger im Zusammenwirken mit den Schwestern vom armen Kinde Jesus als private höhere Mädchenschule gegründet. Bis heute ist das Kloster und die dazugehörige Kapelle ein fester Bestandteil des Schullebens, nicht zuletzt, weil dort Schulgottesdienste gefeiert werden. Die große Schülerinnenzahl in der Oberstufe garantiert ein breit gefächertes Kursangebot an Grund- und Leistungskursen mit guten Möglichkeiten zur individuellen Schwerpunktsetzung.

## Geschichte
Etwa ab 1857 hatte die Stadt Neuss bei verschiedenen Frauenorden angefragt, ob sie zur Übernahme einer Neusser Mädchenschule bereit seien. 1855 war am Neusser Münsterplatz ein Waisenhaus von den Schwestern vom armen Kinde Jesus übernommen worden, ein Orden, der von Clara Fey 1844 in Aachen gegründet worden war. Ziel des Ordens war die Sorge um die teilweise verwahrlosten Kinder insbesondere des zunehmenden Industrieproletariats. Es ging um deren Ausbildung und dafür benötigte der Orden zunehmend Lehrerinnen. Die Schwestern vom armen Kinde Jesu erklärten sich bereit, die Höhere Töchterschule in Neuss zu übernehmen und erhofften sich gleichzeitig hier auch die Ausbildung von Lehrerinnen für ihre Waisenhäuser und Elementarschulen. Das Waisenhaus zieht nun zusammen mit der Höheren Töchterschule an den Standort Glockhammer/Ecke Rheinstraße, an dem die Schule bis heute steht. Die Schule wurde bis 1870  zu einer Schule für Mädchen über sechs Klassenstufen ausgebaut, mit einem anschließenden Vorbereitungskurs für Lehrerinnen. 1870 gab es etwa 200 Schülerinnen, davon lebten 30 im angeschlossenen Internat. Während des Kulturkampfes musste die Schule bis 1888 vom Orden, als katholischem Träger, aufgegeben werden. Die Schule wurde von den zwei Schwestern Borell weiter geführt, die Zahl der Schülerinnen sank auf 78. Von 1888 bis 1909 stieg die Schülerinnenzahl wieder auf 260 an. Die Zahl der Klassenstufen stieg auf neun. Ostern 1909 erhielt Marienberg die staatliche Anerkennung als „Höhere Mädchenschule“. 1910 wurde ein Handelsschulkurs eingeführt. 1912 erhielt Marienberg mit zehn Klassen die Bezeichnung „Lyzeum Marienberg“, gleichzeitig wurde eine „Studienanstalt realgymnasialer Richtung“ angeschlossen, an der die Mädchen nun auch ihr Abitur machen konnten. Als 1918 das erste Abitur abgelegt wurde, betrug die Zahl der Schülerinnen 534, 1920 hatte die Schule sogar 800 Schülerinnen. Nach 1933 wurde nicht mehr allen jungen Frauen, die ihr Abitur abgelegt hatten, die Hochschulreife zuerkannt. Das Frauenstudium war nicht mehr gewollt. 1940 musste die Schule auf Druck der NSDAP mit 420 Schülerinnen in städtische Verwaltung übergeben werden, auch wenn die Lehrerschaft erhalten blieb. Insgesamt haben von 1918 bis 1940 400 junge Frauen ihr Abitur an der Schule abgelegt, 70 % von ihnen studierten anschließend. Sofort nach Kriegsende, im September 1945, wurde die Schule wieder vom Orden der Schwestern vom armen Kinde Jesu  weitergeführt. Die Frauenoberschule, die unter städtischer Leitung angegliedert worden war, wurde erst 1947 wieder in Betrieb genommen, da deren Gebäude im Krieg zerstört worden waren. Die Handelsschule wurde 1952 wieder eingeführt. 1967 wurde der Förderverein Vereinigung Marienberg e. V. gegründet. 1977 wurde das erste Mal das Abitur nach der reformierten Oberstufe abgelegt. Die Schule wuchs weiter an und hatte 1978 mit der Einweihung des Neubaus 1312 Schülerinnen. Da die Anzahl der Schwestern immer mehr zurückging, konnte der Orden die Trägerschaft der Schule nicht mehr leisten und übertrug diese an das Erzbistum Köln. 1990 hatte mit Elfriede Schmitz-Keil bereits die erste weltliche Direktorin die Leitung der Schule übernommen. Im gleichen Jahr wurde das neu erbaute Sportzentrum eingeweiht.

## Lage und Beschreibung
Die Schule liegt in unmittelbarer Nähe zur Neusser Innenstadt und zum Neusser Hafen. Die Schulaula inkl. der Mensa liegen direkt am ersten Hafenbecken und sind über eine Brücke mit dem restlichen Schulgebäude verbunden. Die Stadtbibliothek Neuss liegt gegenüber der Schule, das Quirinus-Münster, der Marktplatz mit dem Rathaus sowie das Rheinische Landestheater sind in direkter Nachbarschaft fußläufig erreichbar.

## Gebäude

### A-, B- und C-Trakt
Um dem Wachstum der Schule Rechnung zu tragen, wurde 1978 der heutige Kernbereich des Schulgebäudes errichtet. Mit Ausnahme einer kleinen Erweiterung des A-Traktes ist dieser in seiner heutigen Form und beherbergt neben einem Großteil der Fach- und Klassenräume auch alle Verwaltungsstellen.

### D-Trakt
Dieser Teil des Gebäudes ist der älteste Teil der Schule und wurde umfassend saniert. Allerdings nutzt das Gymnasium hauptsächlich die alte Aula und ansonsten nur wenige Räume dieses Gebäudes, da dort auch das Berufskolleg Marienberg untergebracht ist. Für die Schülerinnen befindet sich im Dachgeschoss ein Selbstlernzentrum.

### Sportzentrum Marienberg
1989 wurde mit dem Bau des Sportzentrums begonnen. Es beherbergt zwei kleine Turnhallen im Untergeschoss und eine große Multifunktionshalle, die in zwei kleinere Hallen unterteilt werden kann. Das Sportzentrum wird auch von Sportvereinen, wie der TG Neuss genutzt.

### Forum Marienberg
Das Forum Marienberg wurde im Jahr 2011 eröffnet. Das Forum Marienberg beherbergt einen großen Veranstaltungssaal, der als Schulaula genutzt wird, und die Mensa, die mit der Einführung des Nachmittagsunterrichtes in der Sekundarstufe I nötig wurde. Das Forum liegt direkt am Hafenbecken I und ist über eine überdachte Fußgängerbrücke mit dem Schulhof direkt verbunden.

### Kapelle
Die Kapelle wird für alle wöchentlichen Schulgottesdienste der Sekundarstufe I genutzt. Aufgrund der kleinen Größe müssen die Gottesdienste der Oberstufe allerdings im Quirinus-Münster und Schulmessen in St. Marien gefeiert werden.
→ siehe: Kloster Marienberg

## Kooperationspartner
Schule als Lern- und Lebensort, das heißt auch die Öffnung von Schule in die Region. Kooperationen in der Bildung und Betreuung mit freien Trägern der Jugendhilfe, Musikschulen, Sportvereinen, Kirchengemeinden und der Wirtschaft bringen Innovation und Erweiterung des Angebotsspektrums.
Diese Kooperation muss allerdings in feste Strukturen eingebunden werden, damit sie als dauerhaftes Angebot der Schule etabliert werden kann. Die Möglichkeiten der Zusammenarbeit von Pädagogen und außerschulischen Partnern sind sehr vielfältig.
Einige dieser Kooperationspartner sind u. a. die Academy for Junior Managers (AJM), der Rhein-Kreis Neuss. Als Austauschschule bestehen u. a. Verbindungen zur Ashley Hall, einer Schule in South Carolina in den Vereinigten Staaten. Die Schule Marienberg bietet ihren Schülerinnen ein breites Angebot an Sprachzertifikaten, so u. a. das Cambridge-Sprachzertifikat (Diplom für den englischsprachigen Sprachraum).

## Schulpastoral
Eine Schwester der Dienerinnen und Diener des Evangeliums ist seit dem Schuljahr 2022/23 am Gymnasium Marienberg in Neuss im Einsatz.

## Liste der Schulleiterinnen und Schulleiter
- 1888–1909: Schwester Johanna Matha
- 1909–1933: Schwester Thoma Angelica Walter
- 1933–1948: Schwester Mariana Gölden
- 1949–1966: Schwester Maria Alexia Schnaas
- 1966–1972: Schwester Clara Ignatia Nießen
- 1972–1990: Schwester Maria Lioba Otten
- 1990–2006: Elfriede Schmitz-Keil
- 2006–2019: Josef Burdich
- 2019–2021: Tilman Latzel[7]
- seit 2021: Norbert Keßler

## Liste der Schulgeistlichen
- 1997–2009: Pfarrer Martin Kürten[8]
- 2009–2012: Pfarrer Peter Kohlgraf
- 2012–2021: Pfarrer Guido Dalhaus

## Bekannte Schülerinnen
- Birgitt Borkopp-Restle, Kunsthistorikerin
- Christiane A. Helm, Professorin für Physik an der Universität Greifswald (Weiche Materie und Biophysik)
- Elisabeth Heyers, Kommunalpolitikerin, Bundesverdienstkreuz[9]
- Helma Holthausen-Krüll, deutsche Malerin
- Hanni Hüsch, deutsche Journalistin
- Kerstin Landsmann, deutsche Schauspielerin und Stuntfrau
- Ursula van Rienen, Professorin für Theoretische Elektrotechnik an der Universität Rostock
- Carolin Schneider, Juniorprofessorin an der RWTH Aachen und Trägerin des academics-Nachwuchspreises[10]
- Orla Wolf, deutsche Schriftstellerin, Bloggerin und Filmemacherin

## Bekannte Lehrkräfte
- Christine Teusch (1888–1968), Kultusministerin in NRW
- Lili Gräf (1897–1975), Künstlerin, Kunsterzieherin
- Josef Wißkirchen (* 1939), deutscher Germanist und Historiker mit einem Schwerpunkt auf der Geschichte jüdischen Lebens in Pulheim zur Zeit des Nationalsozialismus

## Kunst
Im Eingangsbereich befindet sich seit 1977 eine Marienplastik von Ernst Günter Hansing.

## Trivia
Der Bereich zwischen Gymnasium Marienberg und Stadtbibliothek bildete einen der Drehorte für den Fernsehfilm „Die Spur der Mörder“ von Regisseur Urs Egger aus dem Jahr 2019. Direkt in den Eröffnungsszenen zu Beginn des Films mit Heino Ferch und Joachim Król ist das Hauptgebäude in Großaufnahme bei Nacht mehrfach gut zu sehen.